# Мясоедов, Борис Фёдорович
Бори́с Фёдорович Мясое́дов (род. 2 сентября 1930 года, Рязань, РСФСР) — советский и российский учёный, доктор химических наук, специалист в области радиохимии, аналитической химии радиоактивных элементов и радиоэкологии. Академик РАН, советник Президиума РАН. Брат академика Н. Ф. Мясоедова.

## Биография
Родился 2 сентября 1930 года в Рязани. Вскоре его семья переехала в Курск к родственникам, где он окончил мужскую среднюю школу № 25.
В 1948 году поступил на органический факультет Московского химико-технологического института имени Д. И. Менделеева и в 1953 году окончил его физико-химический факультет по специальности «технология редких и рассеянных элементов». С 1953 года работает в Институте геохимии и аналитической химии имени В. И. Вернадского АН СССР (ГЕОХИ).
В 1954 году директор института академик А. П. Виноградов командировал Мясоедова в составе группы молодых сотрудников в Лабораторию измерительных приборов АН СССР (с 1956 года — Институт атомной энергии АН СССР, ныне — НИЦ «Курчатовский институт»), где под руководством Г. Н. Флёрова начались работы по синтезу трансурановых элементов. В рамках этих работ Б. Ф. Мясоедов и другие командированные сотрудники ГЕОХИ вплоть до 1960 годы занимались разработкой экспресс-методов выделения и идентификации синтезируемых на циклотроне короткоживущих элементов. В начале 1960-х годов Мясоедов стажировался у профессора М. Гайсинского в Институте радия (Париж), где занимался изучением химических свойств протактиния.
В 1964 году защитил диссертацию на соискание учёной степени кандидата химических наук (научный руководитель — Е. С. Пальшин), посвящённую разработке методов выделения и идентификации протактиния в урановых рудах и продуктах их переработки, а в 1976 году — диссертацию на соискание учёной степени доктора химических наук (тема — «Исследование свойств трансплутониевых элементов в различных степенях окисления. Новые методы выделения и определения»). В 1977 году ему было присвоено учёное звание профессора по специальности «аналитическая химия».
С 1970 по 2004 год Б. Ф. Мясоедов — заведующий лабораторией радиохимии Института геохимии и аналитической химии имени В. И. Вернадского, а в 1979—1998 годах он совмещал эту должность с должностью заместителя директора Института геохимии и аналитической химии имени В. И. Вернадского.
15 декабря 1990 года Б. Ф. Мясоедов был избран членом-корреспондентом АН СССР (с 1991 года — РАН) по Отделению общей и технической химии (техническая химия). 31 марта 1994 года он был избран действительным членом РАН по Отделению общей и технической химии (химия). В 1998—2007 годах занимал должность заместителя Главного учёного секретаря Президиума РАН; с 2007 года — советник Президиума РАН.
В 1991 году стал также академиком Российской академии естественных наук.
Б. Ф. Мясоедов является главным редактором журнала «Радиохимия».

## Научная деятельность
Основные научные труды Б. Ф. Мясоедова относятся к области радиохимии, аналитической химии радиоактивных элементов и радиационной экологии. Широкое признание получили его достижения в изучении химических свойств актиноидов, разработке методов их выделения, концентрирования и разделения, в создании средств контроля за поведением радионуклидов в биосфере.
Б. Ф. Мясоедов известен как крупный организатор академической науки. Его научные достижения нашли отражение в более чем 700 научных работах, шести монографиях и 32 авторских свидетельствах и патентах. Под его научным руководством подготовлено 24 кандидата наук, при его консультациях защищено 7 докторских диссертаций наук.

## Основные работы
- Аналитическая химия протактиния. М., 1968 (совм. с Е. С. Пальшиным, А. В. Давыдовым);
- Аналитическая химия трансплутониевых элементов. М., 1972 (в соавт.);
- Актиний. М., 1982 (совм. с З. К. Караловой);
- Protactinium (co-auth.) // The chemistry of the actinide and transactinide elements. 3rd ed. Dordrecht, 2006. Vol. 4;
- Nanostructured actinide compounds: an introduction (co-auth.) // Structural chemistry of inorganic actinide compounds. Amst., 2007.
- Список работ в WoS: https://publons.com/researcher/2571321/boris-f-myasoedov/

## Награды
- Орден «За заслуги перед Отечеством» III степени (14 октября 2020) — за большие заслуги в научной деятельности и многолетнюю добросовестную работу[7].
- Орден «За заслуги перед Отечеством» IV степени (2005)[6]
- Орден Почёта (1999) — за большой вклад в развитие отечественной науки, подготовку высококвалифицированных кадров и в связи с 275-летием Российской академии наук[8]
- Орден Дружбы народов (1986)[6]
- Орден Трудового Красного Знамени (1982)[6]
- Орден «Знак Почёта» (1975)[6]
- Государственная премия СССР (1986) — за вклад в развитие фундаментальных исследований по химии трансплутониевых элементов и их практическому применению (в составе авторского коллектива)[5]
- Премии Правительства РФ (2000, 2007)[6]
- Премия имени В. Г. Хлопина (1974) — за серию работ по аналитической химии протактиния"[1]
- Премия имени В. Н. Ипатьева (2003) — за цикл работ «Разработка научных основ фракционирования высокорадиактивных отходов и мониторинг территории, загрязнённых радионуклидами актинидов»[1]
- Золотая медаль имени Д.И. Менделеева (3 октября 2023) — за серию работ «Химия актинидов: селективные методы выделения, разделения и концентрирования и высокочувствительные физико-химические методы определения в технологических растворах и природных объектах»
- Медаль Джорджа Хевеши — международная наградой за достижения в радиоаналитической и ядерной химии (The Hevesy Medal Award 2012).

## Почётные звания
- звание «Почётный профессор Российского химико-технологического университета им. Д. И. Менделеева» (2009)[9]